# Geleding (architectuur)

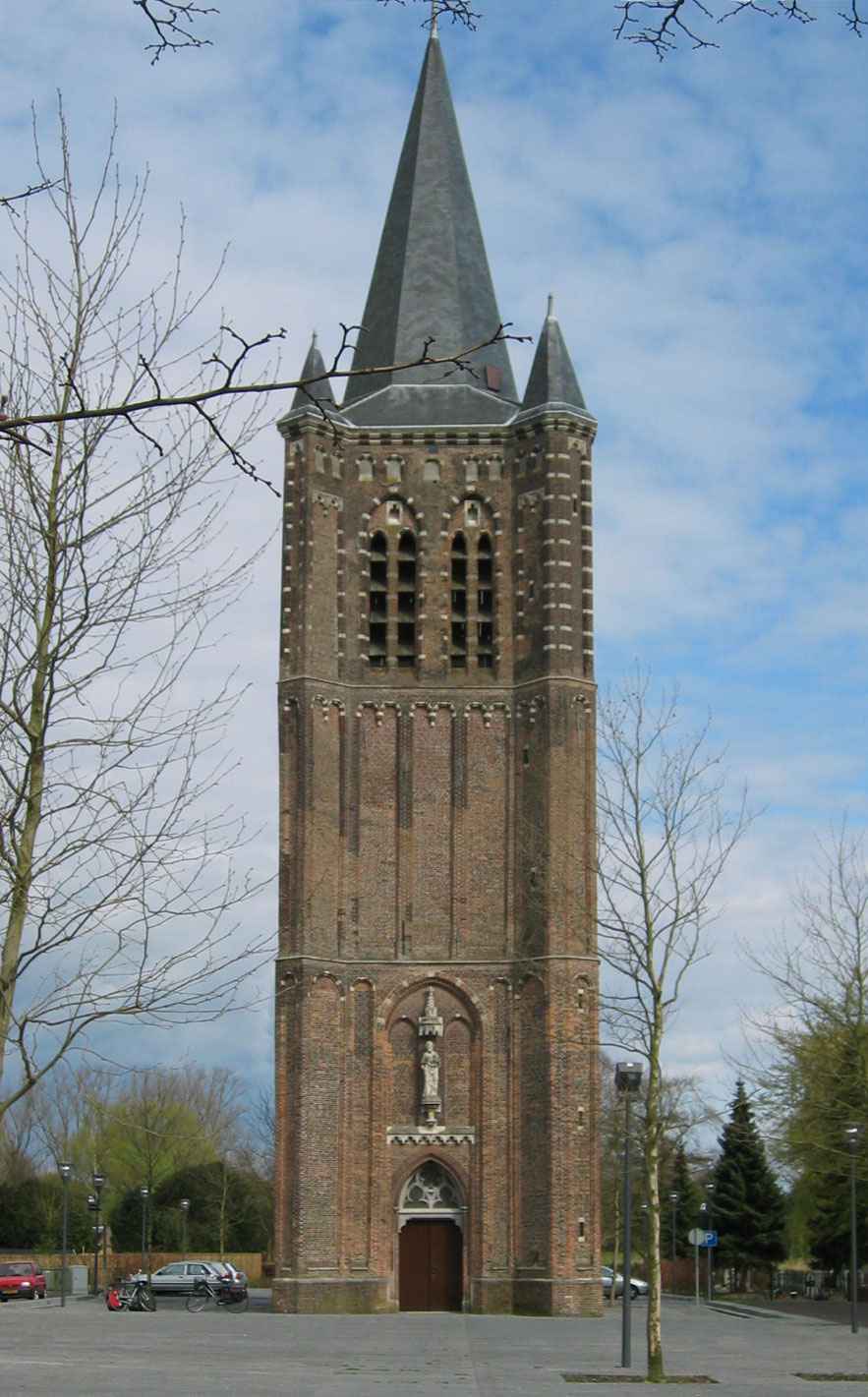
De kerktoren van Son heeft drie geledingen

In de architectuur is een geleding een van de verticaal op elkaar volgende leden of onderdelen van een gebouw of een onderdeel daarvan.
De geledingen zijn vaak van elkaar gescheiden door horizontale lijsten of inspringingen ook cordons genoemd. Soms kunnen de geledingen qua bouwstijl en ouderdom verschillen. De geledingen kunnen ook naar boven toe kleiner van oppervlakte worden en van vierhoekig naar zeshoekig enzovoort verlopen, maar ze kunnen ook alle ongeveer dezelfde oppervlakte hebben.
Feitelijk is het een soort "verdieping" die een eigen indeling van vlakken en versieringen (zoals spaarvelden en boogfriezen) heeft. Ook de functie van de geledingen kan verschillen. De bovenste geleding is de klokkengeleding, wat te zien is aan de galmgaten.
Een geleding wordt verjongend genoemd wanneer die inspringt en smaller is ten opzichte van de onderliggende geleding.
Veel kerktorens hebben geledingen en een kerktoren zonder geledingen wordt een ongelede toren genoemd. Een toren die bovendien op een aantal andere punten sober is, wordt een vlakopgaande toren genoemd.